# Лю Сі
Лю Сі (кит. трад.: 劉熙; піньїнь: Liu Xi; пом. 329) — останній імператор хуннської держави Рання Чжао періоду Шістнадцяти держав.

## Життєпис
Був сином імператора Лю Яо. На початку 329 року Лю Яо зазнав поразки в битві проти Пізньої Чжао та потрапив у полон. Згодом його було страчено. Лю Сі, який зайняв трон, за порадою Лю Їна вирішив залишити столицю Чанань і пішов на захід до Шангуя (сучасний Тяньшуй, Ганьсу). Втеча нового імператора спричинила паніку серед генералів Ранньої Чжао, більшість з яких згодом перейшли на службу до Пізньої Чжао.
Наприкінці 329 року війська під проводом Лю Їна намагались відбити Чанань. Спочатку Лю Їн мав успіхи, відвоювавши значні території, що їх втратила держава. Втім невдовзі, вже під стінами Чанані, йому завдав нищівної поразки генерал Ши Ху. Трохи згодом останній захопив Шангуй, убивши Лю Сі, Лю Їна, а також усіх принців і вищу аристократію Ранньої Чжао. На цьому історію Ранньої Чжао було завершено.